# Chip Hale
Walter William »Chip« Hale, ameriški igralec in trener bejzbola, * 2. december 1964, San Jose, Kalifornija, ZDA. 
Hale je upokojeni poklicni igralec druge in tretje baze, ki je v ligi MLB preživel 8 let (1989-1997).

## Univerzitetna kariera
Hale je obiskoval univerzo University of Arizona.

## Igralski dnevi
Izbran je bil v 17. krogu nabora lige MLB leta 1987 s strani ekipe Minnesota Twins in nato v ligi MLB prvič nastopil približno dve leti kasneje, 27. avgusta 1989. Zadnjo tekmo je odigral 2. oktobra 1987 kot član ekipe Los Angeles Dodgers. 
Hale je povezan z enim najbolj nepozabnih spodrsljajev v zgodovini bejzbola. 27. maja 1991 je med igranjem v Portlandu na stopnji Triple-A žogo odbil daleč v desno zunanje polje, kjer pa je Rodney McCray med lovljenjem žoge stekel skozi zid.

## Trenerska kariera
Chip Hale je danes trener ekipe na srednji šoli St. Gregory College Prep, kjer uči mlade nadobudneže, kot sta Jeremy Kulwin in Sean O'Brien.
V sezoni 2006 je Hale deloval kot trener pri ekipi Arizona Diamondbacks, pod upravnikom Bobom Melvinom. Pred treniranjem v ligi MLB je bil tri leta upravnik podružnice ekipe iz Arizone v Tucsonu.Pod njegovim vodstvom je tamkajšnja ekipa Sidewinders sezono zaključila z rekordnimi 91 zmagami in 53 porazi, Hale pa je prejel naziv Upravnika lige Pacific Coast League.
Leta 2009 je postal trener tretje baze pri ekipi New York Mets.  Bil je resen kandidat za mesto upravnika, po tem ko se je klub odrekel uslugam Jerryja Manuela po koncu sezone 2010,vendar pa je mesto na koncu zasedel Terry Collins.
5. oktobra 2011 se je preselil k ekipi Oakland Athletics, s katero je sklenil dvoletno pogodbo kot trener klopi.  Pri ekipi iz New Yorka ga je nasledil Tim Teufel.